# Comuna Poeni, Teleorman
Poeni este o comună în județul Teleorman, Muntenia, România, formată din satele Banov, Brătești, Cătunu, Poeni (reședința), Preajba, Țăvârlău și Vătași.

## Demografie
Componența etnică a comunei Poeni
     Români (87,5%)
     Romi (7,81%)
     Alte etnii (1,34%)
     Necunoscută (3,35%)
Componența confesională a comunei Poeni
     Ortodocși (94,07%)
     Alte religii (2,35%)
     Necunoscută (3,58%)
Conform recensământului efectuat în 2021, populația comunei Poeni se ridică la 2.985 de locuitori, în scădere față de recensământul anterior din 2011, când fuseseră înregistrați 3.118 locuitori. Majoritatea locuitorilor sunt români (87,5%), cu minorități de romi (7,81%) și altele (1,34%), iar pentru 3,35% nu se cunoaște apartenența etnică. Din punct de vedere confesional, majoritatea locuitorilor sunt ortodocși (94,07%), cu o minoritate de evanghelici (0,4%), iar pentru 3,58% nu se cunoaște apartenența confesională.

## Istorie
La sfârșitul secolului al XIX-lea pe teritoriul actual al comunei funcționau comunele Cătunu și Preajba. Comuna Cătunu făcea parte din plasa Glavaciocul al județului Vlașca, fiind alcătuită din satele Albeni, Banov, Brătești, Cătunu și Țăvârlău, cu o populație de 940 de locuitori. În comună exista o școală mixtă și o biserică. Comuna Preajba făcea parte din aceiași plasă, fiind alcătuită din satele Bulaci, Hagiești, Poeni, Preajba și Vătași cu o populație de 1081 de locuitori. În comună exista două biserici și o școală mixtă frecventată de 32 copii.
În Anuarul Socec din 1925, comuna Cătunu apare păstrându-și componența, făcând parte din aceiași plasă și având o populație de 2400 de locuitori. Comuna Preajba apare și ea tot în aceiași plasă, având în componența sa satele Bulaci, Hagiești, Poeni, Preajba de Jos și Preajba de Sus și cu o populație de 1342 de locuitori. În anul 1931, comuna Preajba a fost împărțită în satele Bulaci, Hagiești, Poeni și Preajba.
În anul 1968, comuna a trecut la județul Teleorman, în actuala structură, comuna Cătunu fiind desființată între timp, satele ei trecând la comuna Poeni. Satele Bulaci și Hagiești sunt desființate și ele și sunt alipite satului Poeni.

## Politică și administrație
Comuna Poeni este administrată de un primar și un consiliu local compus din 11 consilieri. Primarul, Ionel Ilcuș[*], de la Partidul Național Liberal, este în funcție din 1 noiembrie 2024. Începând cu alegerile locale din 2024, consiliul local are următoarea componență pe partide politice:
|  | Partid                          | Consilieri | Componența Consiliului | Componența Consiliului | Componența Consiliului | Componența Consiliului |
|  | ------------------------------- | ---------- | ---------------------- | ---------------------- | ---------------------- | ---------------------- |
|  | Partidul Social Democrat        | 4          |                        |                        |                        |                        |
|  | Partidul Național Liberal       | 4          |                        |                        |                        |                        |
|  | Alianța pentru Unirea Românilor | 2          |                        |                        |                        |                        |
|  | Partida Romilor „Pro Europa”    | 1          |                        |                        |                        |                        |